# 美洛佐·达·弗利
美洛佐·达·弗利（Melozzo da Forlì，约1438年—1494年11月8日），是15世纪意大利著名的画家。关于他的早年资料很少，可能来自于一个弗利的富裕家庭，他的姓氏已不可考，「達·弗利」意思是來自弗利的人。他为梵蒂冈作过画。